# Phyllogonostreptus
Phyllogonostreptus är ett släkte av mångfotingar. Phyllogonostreptus ingår i familjen Harpagophoridae.
Kladogram enligt Catalogue of Life:
| Phyllogonostreptus | \| \| Phyllogonostreptus broelemanni \| \| \| \| \| \| Phyllogonostreptus silvestris \| \| \| \| \| \| Phyllogonostreptus uniserialis \| \| \| \| |
|                    | \| \| Phyllogonostreptus broelemanni \| \| \| \| \| \| Phyllogonostreptus silvestris \| \| \| \| \| \| Phyllogonostreptus uniserialis \| \| \| \| |
|                    | Phyllogonostreptus broelemanni |
|                    | |
|                    | Phyllogonostreptus silvestris |
|                    | |
|                    | Phyllogonostreptus uniserialis |
|                    | |